# Edward Fox
Edward Charles Morrice Fox OBE (* 13. dubna 1937, Chelsea, Londýn, Anglie, Velká Británie) je britský herec. Mezi jeho nejznámější filmové role patří postava atentátníka Šakala ze snímku Den Šakala nebo postava britského krále Eduarda VIII. v britském televizním seriálu Edward & Mrs. Simpson.
Pochází z umělecké rodiny, jeho otec Robin Fox byl divadelní agent, matka Angela Worthingtonová byla herečka, hercem se stal i jeho bratr James Fox a filmovým producentem bratr Robert Fox, jeho dědeček Frederick Lonsdale byl britský dramatik a jeho prapradědeček Samuel Fox byl průmyslník, herečkou se stala i jeho dcera Emilia Fox.
V divadle hraje profesionálně od roku 1958, ve filmu debutoval poprvé v roce 1963.

## Filmografie, výběr
- 1969 Jaká to rozkošná válka!
- 1969 Bitva o Británii
- 1970 Posel
- 1973 Den Šakala
- 1977 Příliš vzdálený most
- 1978 Oddíl 10 z Navarone
- 1980 Edward & Mrs. Simpson (TV seriál)
- 1980 Rozbité zrcadlo
- 1982 Gándhí
- 1989 Návrat od řeky Kwai
- 2002 Nicolas Nicleby
- 2002 Jak je důležité míti Filipa
- 2003 The Republic of Love
- 2004 Princ a já
- 2004 Krása na scéně